# فانتاسپورتو
فانتاسپورتو (انگلیسی: Fantasporto) مشهور به فانتاس (Fantas) یک جشنواره بین‌المللی فیلم سالیانه است که از سال ۱۹۸۱ در پورتو پرتغال برگزار می‌شود.
مهم‌ترین بخش این جشنواره موسوم به بخش رسمی سینمایی (پرتغالی: Secção Oficial Cinema Fantástico) است.
فانتاسپورتو به عنوان یک سیاست تعریف شده عمدتاً فیلم‌های تجاری فانتزی، علمی تخیلی و ترسناک را نمایش می‌دهد. آمار مخاطبان این جشنواره سالیانه به ۱۱۰ هزار نفر رسیده‌است. در ۲۷امین دوره فانتاسپورتو، بیش از ۱۰۰ خبرنگار خارجی و ۲۵۰ نماینده از مطبوعات پرتغال حضور فعال داشتند. نکته مهم در برگزاری این جشنواره کمک مالی وزارت فرهنگ این کشور است تا جایی که رئیس‌جمهور پرتغال ریاست کمیته افتخاری این جشنواره را برعهده دارد.

## جایزه
مهمترین جایزه این جشنواره، جایزه بزرگ فانتاسپورتو (The Grande Prémio Fantasporto) نام دارد و به بهترین کارگردان فیلم اعطا می‌شود. ۳ جایزه دیگر این جشنواره شامل بهترین فیلم‌نامه، بهترین بازیگر مرد و بهترین بازیگر زن است.

## برخی از فیلم‌های برنده جایزه بزرگ
- اسکنرها (۱۹۸۱)
- آخرین نبرد (۱۹۸۳)
- هنری: تصویر یک قاتل زنجیره‌ای (۱۹۹۰)
- توتوی قهرمان (۱۹۹۱)
- مخ تعطیل (۱۹۹۳)
- قبر کم عمق (۱۹۹۴)
- هفت (۱۹۹۵)
- محدودیت (۱۹۹۶)
- مکعب (۱۹۹۷)
- داستان دوخواهر (۲۰۰۳)
- هزار توی پن (۲۰۰۶)
- بی‌عاطفه (۲۰۰۹)
- آرئی‌سی (۲۰۰۷)
- دوزخ (۲۰۱۱)
- ماما (۲۰۱۳)
- لیور (۲۰۱۵)